# Montmartre-i temető
A Montmartre-i temető (franciául: Cimetière de Montmartre) Párizs 18. kerületében, a Montmartre-on helyezkedik el. Az északi temető (Cimitière du Nord) néven is ismert temető a város harmadik legnagyobb temetője a Père-Lachaise és a Montparnasse-i temető után. A 10,48 hektáron elterülő sírkertben mintegy 20 000 sír található.

## Története
A 19. század elején Párizsnak új temetőkre volt szüksége a régiek tehermentesítésére, lecserélésére. I. Napóleon parancsára a város akkori határain kívül hozták létre északon a Montmartre-i temetőt, keleten a Père-Lachaise temetőt, délen a Montparnasse-i temetőt. Később, 1820-ban létesült, de szintén a császár korábbi parancsára a városon belül a Passyi temető is.
A Montmartre-i temető 1825. január 1-én nyílt meg.

## A Montmartre-i temetőben nyugvó híres személyek

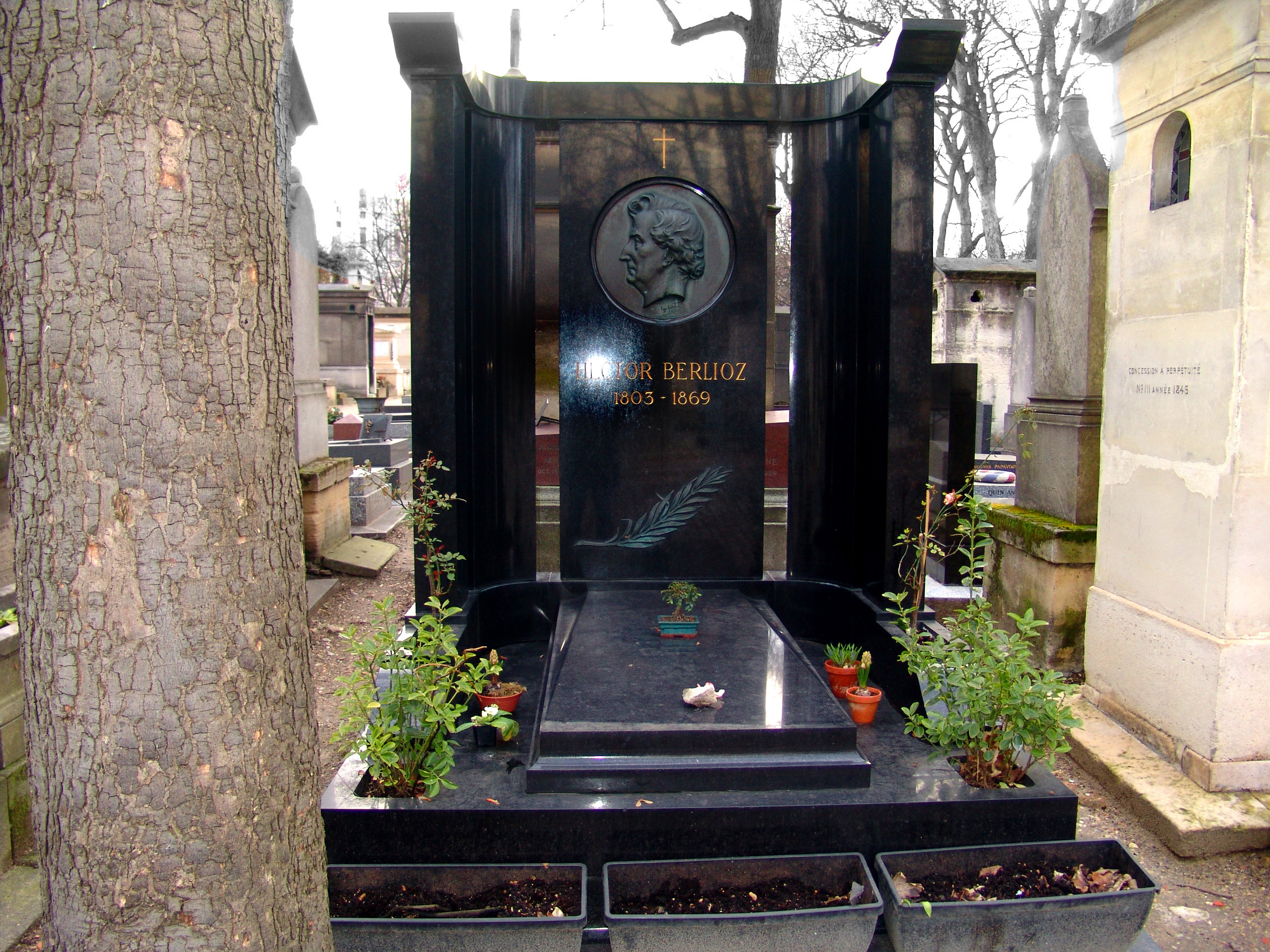
Berlioz sírja

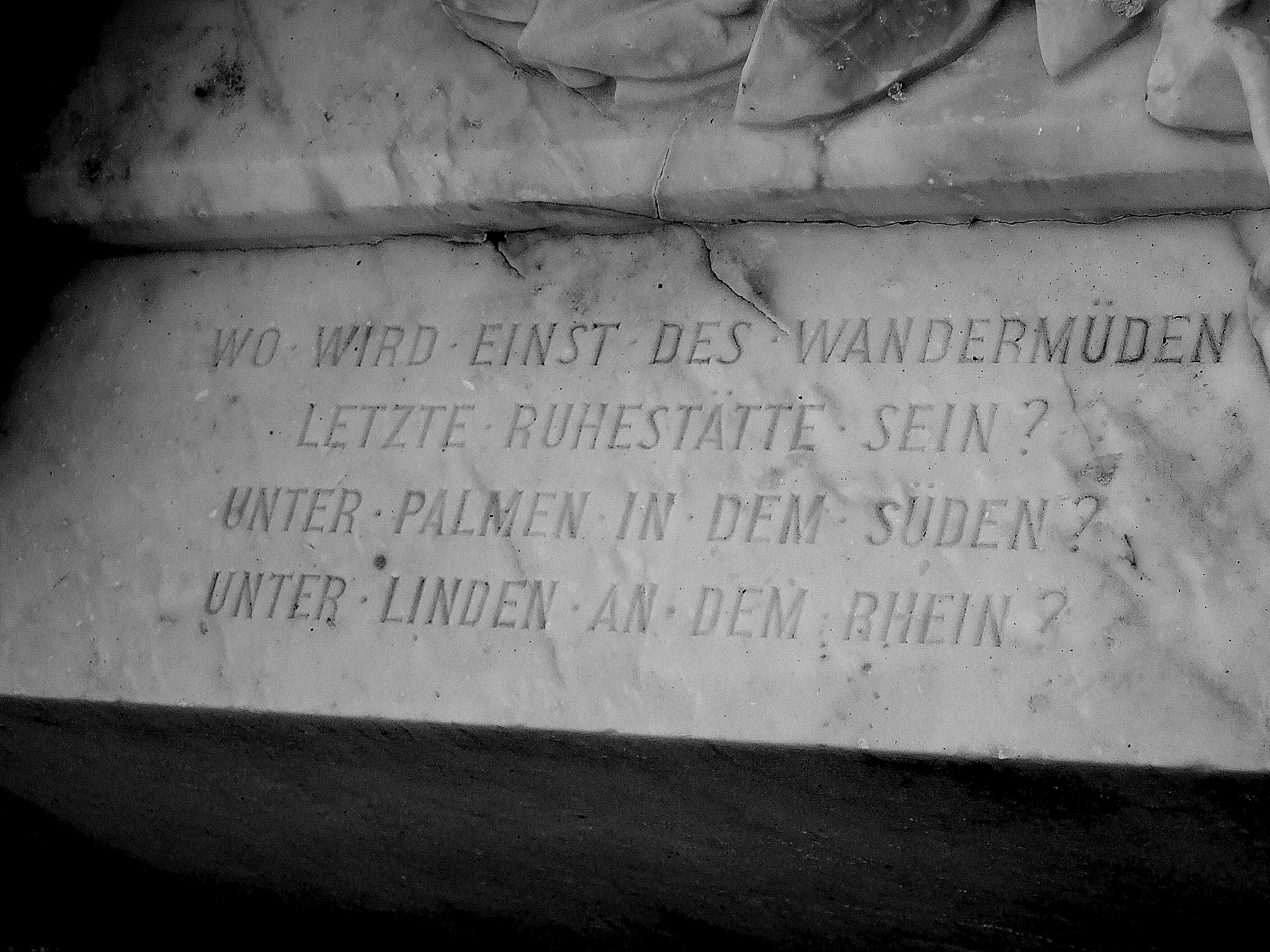
Heinrich Heine sírja

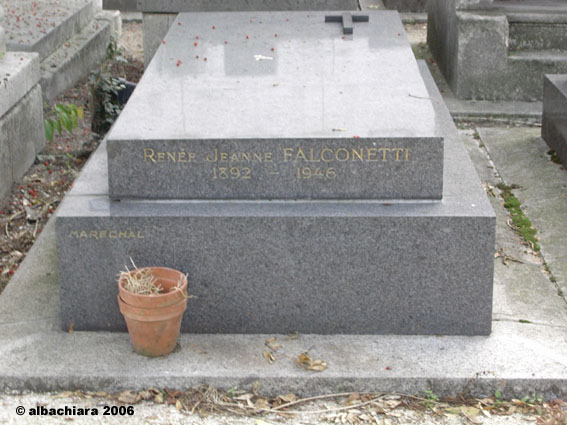
Renée Jeanne Falconetti sírja

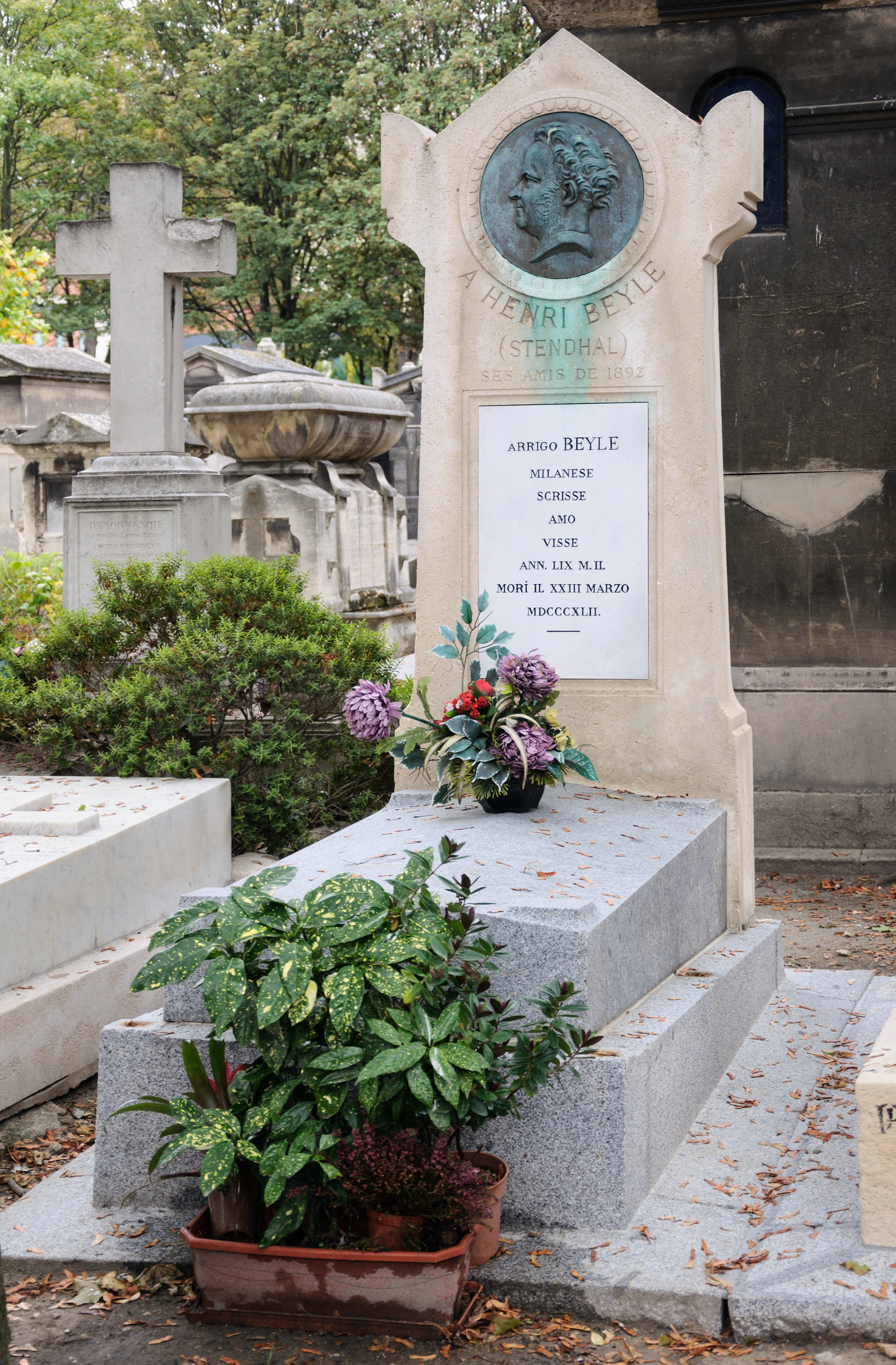
Stendhal sírja

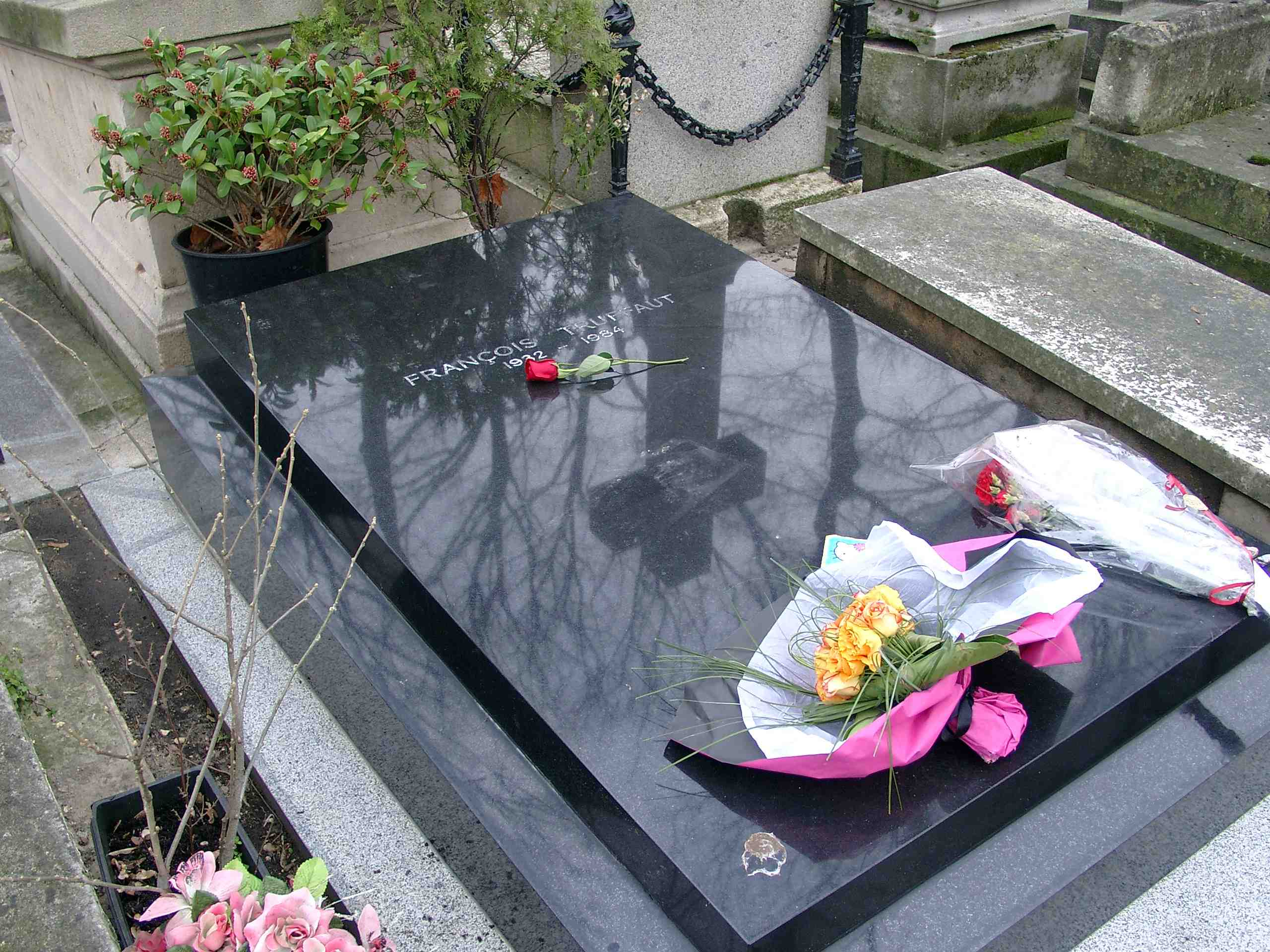
François Truffaut sírja

- Adolphe Adam (1803–1856) francia romantikus zeneszerző
- Charles-Valentin Alkan (1813–1888) francia zeneszerző, zongorista, orgonista, tanár
- André-Marie Ampère (1775–1836) francia fizikus, kémikus, matematikus
- Hector Berlioz (1803–1869) francia romantikus zeneszerző, karmester, író, zenekritikus
- Nadia Boulanger (1887–1979) francia zeneszerző, karmester és zenepedagógus
- Marie-Antoine Carême (1784–1833) francia szakács
- Jean-Martin Charcot (1825-1893) francia neurológus és a kórélettan professzora
- Henri-Georges Clouzot (1907–1977) francia filmrendező, forgatókönyvíró, filmproducer
- Dalida (1933–1987) francia énekesnő, színésznő
- Edgar Degas (1834–1917) francia festőművész, szobrász
- Léo Delibes (1836–1891) francia zeneszerző
- Renée Jeanne Falconetti (1892–1946) francia színésznő
- Léon Foucault (1819–1868) francia fizikus
- Charles Fourier (1772–1837) francia filozófus, utópista szocialista
- Edmond de Goncourt (1822–1896) francia író
- Jules de Goncourt (1830–1870) francia író
- Sacha Guitry (1885–1957) francia színész, rendező, producer, író, drámaíró
- Jacques Halévy (1799-1862) német származású francia operaszerző
- Heinrich Heine (1797-1856) német romantikus költő, író, újságíró
- Jean-Jacques Henner (1829-1905) francia festő
- André Jolivet (1905–1974) francia zeneszerző
- Bernard-Marie Koltès (1948–1989) francia drámaíró, színházi rendező
- Kozma József (Joseph Kosma, 1905–1969), magyar zeneszerző, a francia sanzon megújító mestere
- Jean Lannes (1769–1809) francia katonatiszt, Franciaország marsallja, Montebello hercege – Csak a sírhelye van a temetőben, maradványait áthelyezték a Panthéonba
- Gustave Moreau (1826–1898) francia festő
- Jacques Offenbach (1819–1880) francia zeneszerző, csellista
- Francis Picabia (1879–1953) francia festő
- Juliette Récamier (1777–1849) francia író, salon-holder
- Ernest Renan (1823–1892) francia orientalista és teologiai író
- Jacques Rigaut (1898–1929) francia költő
- Jacques Rivette (1928-2016) francia filmrendező
- Rozsda Endre (1913–1999) szürrealista festőművész.
- Adolphe Sax (1814–1894) belga hangszertervező, zenész
- Ary Scheffer (1795–1858) francia festő
- Claude Simon (1913–2005) francia író
- Juliusz Słowacki (1809-1849) lengyel költő, író
- Harriet Smithson (1808–1854) ír színésznő, Hector Berlioz első felesége
- Fernando Sor (1778–1839) spanyol gitárművész, zeneszerző
- Stendhal (Marie-Henri Beyle) (1783–1842) francia író
- Ambroise Thomas (1811–1896) francia operaszerző
- Constant Troyon (1810–1865) francia festő
- François Truffaut (1932–1984) francia kritikus, filmrendező, a francia új hullám emblematikus figurája
- Johann Gottfried Tulla (Jean Godefroi Tulla, 1770–1828) badeni mérnök, a Rajna-szabályozás megvalósítója
- Stanisław Ulam (1909–1984) lengyel-amerikai matematikus
- Pierre-Jean Vaillard (1918–1988) francia színész, énekes
- Horace Vernet (1789–1863) francia festő
- Alfred de Vigny (1797–1863) francia költő, író, drámaíró, műfordító, katonatiszt
- Émile Zola (1840–1902) francia regényíró, művészeti kritikus – Csak a sírhelye van a temetőben, maradványait áthelyezték a Panthéonba

## Külső hivatkozások
- Cimetière de Montmartre, Mairie de Paris (franciául)
- A temető térképe a hírességek sírhelyének jelölésével (PDF), Mairie de Paris (franciául)
- Map of Montmartre Cemetery Archiválva 2017. március 17-i dátummal a Wayback Machine-ben (PDF), Mairie de Paris (angolul)
- Find A Grave (angolul)